# 綾里真宵
綾里 真宵（あやさと まよい、1999年 - ）は、カプコンのゲーム『逆転裁判』シリーズに登場する架空の人物。

## 概要
シリーズの初代主人公・成歩堂龍一の助手で、霊媒師。『逆転裁判』 - 『逆転裁判3』におけるヒロイン。『逆転裁判4』には登場していないが、作中で彼女を連想させる発言がある。『逆転裁判5』では手紙と回想のみ登場する。『逆転裁判6』では28歳に成長した姿で成歩堂と再会を果たす。『逆転検事』シリーズでは背景にのみ登場する。
名前の由来はディレクターの巧舟が「ヒロインの名前は左右対称」と決めたため（そのため、真宵以外にも「春美」や「冥」など、名前の字の形が左右対称であるキャラクターが数人存在する）。英語版の名前は"Maya Fey"。
テーマ曲（BGM）は「逆転姉妹のテーマ」。

## 演じた人物
声優
- 川上未遊 （『3』PV、『蘇る』特別法廷）
- 花村怜美 （『4』以降の特別法廷、ドラマCD、『PROJECT X ZONE 2:BRAVE NEW WORLD』、『6』、『パチスロ 逆転裁判』）
- 桐谷美玲（『レイトン教授VS逆転裁判』）
- 悠木碧（テレビアニメ版）

俳優
- 桐谷美玲（実写映画版）
- 中村麗乃（乃木坂46）（舞台『逆転裁判〜逆転のGOLD MEDAL〜』〈2019年1月16日から1月21日まで公演〉）

## 人物
身長154cm。スリーサイズはB75、W56、H78。体重・誕生日は不明。
「倉院（くらいん）流霊媒道」の家元の娘であり、成歩堂龍一の師匠である綾里千尋の実妹である。初登場したときは霊媒するのもままならない半人前の霊媒師だったが、その後修行を積み、どんな霊でも霊媒できるようになった。普段の霊力は従妹の春美にやや劣るが、春美に霊媒されていた千尋を強制的に引き剥がして霊媒するなど、潜在的な霊力は春美をも上回る。千尋が亡くなって以降は、「成歩堂法律事務所」で成歩堂の助手として働くようになる。しかし、本人は成歩堂より偉いと周囲に言いふらしており、「影の所長」を名乗ることもある。『3』の第5話までは従妹である綾里春美と共に事務所を出入りしており、その1ヶ月後の『検事』では成歩堂、春美と一緒にボートに乗っている様子が確認できる。また『検事2』では成歩堂とビッグタワーを観賞していた。『4』では登場しないが、『5』では修行中で直接姿を見せないものの手紙を送っており、時々春美を事務所の掃除などのために遣わしている。『6』では「倉院流霊媒道」の「家元」になるための修行を『4』の時点から「クライン王国」でしており、最後の修行の日に成歩堂と再会を果たす。『6』本編最終話から数か月後のエピソードを描いた特別編では、久々に成歩堂と真宵の2人である事件の調査を行うストーリーが描かれている。
霊媒師の家系という身の上のため、常に装束をまとって首に勾玉を付けているという格好をしている。装束の丈は短く、膝に届いていない。髪の毛は前髪を切りそろえ、頭頂部で独特の結い方をしている。これら容姿について大抵は「奇妙」「狂ったファッションセンス」などと言われる。『3』第3話で一度ウェイトレスの格好をした際には、成歩堂にしみじみと「霊媒師を辞めた方が良いかもしれない」と言われた。
貧乳・童顔で、年齢の割に子ども扱いされることが多い。巨乳である千尋を霊媒する際は胸が服に収まらず、非常に巨乳が強調された姿となる。本編中でも容姿に関しては褒められることが多いが、スタイルを含めると評価が下がることが多い。しかし『1』第3話の宇在拓也からの評価は高く、宇在は彼女をヒントに『大江戸戦士トノサマン』の続編である『小江戸剣士ヒメサマン』の企画を思いつき実現している。矢張政志からも「（女に何度も振られ）オンナなんて信じない」と発言する一方で「あ、でも、マヨイちゃんだけは別な!」と特別扱いを受けるのが恒例になっている。ユーザーのあいだでは真宵のファンは多く、『1』発売直後は、『逆転裁判』の登場人物中で現在人気No.1の御剣よりも人気が高かったとのこと（『2』のコラムより）。
無邪気な性格で、あまり物怖じせず明るい性格。特撮テレビシリーズ『大江戸戦士トノサマン』のファン。また、被害者や依頼人の不幸な環境に同情する面や、ボケやツッコミを交えての会話をする一面を見せることもある。『2』以降では特に、子供っぽい性格を活かしたボケで笑いを加えている。しかし『1』第2話と『2』第2話では事件の被告人となり、『2』第4話では殺し屋に誘拐され、『3』では「倉院流霊媒道」の「家元」の娘であるために命を狙われる、『6』第3話では、クライン王国で起こった殺人事件の容疑者として逮捕されるなど、シリーズ中では幾度となく困難な状況に遭遇している。感動もしやすい性格であり、依頼者への感情移入も強いため、様々な場面で涙を見せることも多い。また、春美の身を常に案じ、姉として彼女に接している。
成歩堂に対して初対面の『1』第2話での態度はよそよそしく、敬語を使って話し「弁護士さん」と呼んでいたが、その事件で無罪を勝ち取った後は姉の千尋と同様「なるほどくん」と呼ぶようになり（英語版では親友・Harry（Larry（日本語版の矢張）の間違い）が使っていた愛称という理由で「Nick（ニック）」と呼ぶ）、特に日常会話では相互にノリの良い会話を交わすようになる。成歩堂をけなすような発言や乱暴な扱いも多い（『レイトン教授VS逆転裁判』では「向かい合ったまま後頭部に裂傷を作れないか」と、成歩堂を唐突に鉄パイプで殴ったことがある）が彼への信頼は強く、成歩堂自身も命を投げ打ってまで真宵を助けようとすることがある（『3』第5話や『レイトン教授VS逆転裁判』など）ほど、かけがえのない存在として扱われている。
なお、成歩堂の親友である矢張のことは、千尋の影響で「ヤッパリさん」と呼んでいる。自分と同い年でありながら、かなり大人びた性格を見せている狩魔冥について意識したこともある。
好物はみそラーメン（チャーシュー20枚入り）で、かなりの大食い。『2』の公式サイトのコラムでファンから送られてきたみそラーメン一年分を「あたしにいわせりゃあんなの半月分」と発言した。日頃から別腹を主張しており（本人いわく、普通の腹・みそラーメン用の腹・お菓子用の腹があるらしい）、みそラーメンを食べたばかりでもお菓子やステーキを食べようとする。よく食べにいっていたラーメン屋は「やたぶき屋」である（『4』に登場するラーメン屋台）。『なるほど逆転裁判!』ではラーメン屋「あした亭」でみそラーメンの大食いに挑戦したが、結局時間内に完食できず成歩堂に代金を払わせた。なお、千尋は生前に挑戦しており完食した模様。英語版では当初ラーメンが馴染みのない料理だったことから、好物がハンバーガーに変更された。しかしその後ラーメンの認知度が世界的に大きく上昇したことにより、ラーメンとハンバーガーが好きという設定に変更された、
姉の千尋と同様、機械が苦手。それも（メール専用とはいえ）パソコンを扱える千尋に対して、真宵は「携帯電話に録音された通話記録を消せない（『1』）」「パソコンの電源スイッチがわからない（『2』）」などと発言している。
絵心があり、『2』では殺し屋に誘拐されている間に、殺し屋の象徴であるサザエが描かれたカードを見て成歩堂の横顔のイラストを描いている。このカードは糸鋸刑事が証拠品として押収した際コートのポケットに入れていたため法廷に提出されず、その後狩魔冥によってコートごとアメリカに運ばれてしまった（コートだけは後に送り返された）ため、劇中では成歩堂の手に渡ることはなかった。『なるほど逆転裁判!』では狩魔冥が渡した「クリスマスカード」の絵を見て真宵が反応しているが、このカードと同一のものかは不明。『5』ではこれと同じイラスト（下書きとなるサザエはない）を成歩堂宛ての手紙に書いており、非常に小さいが手紙の画像で確認できる。
『ULTIMATE MARVEL VS. CAPCOM 3』では成歩堂をサポートするキャラクターとして登場。成歩堂の前に出てきてバリアを張ったり、ずっこけてしまい（こけている間に攻撃判定があり、ダウンした相手にも当たる）恥ずかしそうに顔を隠しながら退散したりする。ハイパーコンボ「マヨイ御乱心大乱舞」では腕を回しながら突撃する。なお、この技の名前の由来はトノサマンの最強の必殺技「トノサマン御乱心大乱舞」（双葉社の『1』攻略本『真相解明マニュアル』に収録されたスエカネクミコの漫画で名前のみの登場）である。台詞音声はなく、開始前のデモでは成歩堂から書類を預かり、勝利デモでは紙ふぶきをばらまいたり、アマテラスを飼おうとして成歩堂に止められている（「霊媒師と神を混ぜたら危険な気がする」とのこと）。事務所の宣伝のため活動しているようだが、成歩堂からは「本当に宣伝になるのかな」と疑問を投げかけられている。
『鬼武者Soul』ではカプコンヒロインズとして武将となって登場。固有技として「御乱心大乱舞」が使用できる。イベントクエストでは戦国時代にタイムスリップしてしまい、プレイヤーである殿様をトノサマンと勘違いする。

## 関連人物
- 成歩堂龍一（姉の弟子、友人）
- 御剣怜侍（友人、DL6号事件関係者）
- 綾里千尋（姉）
- 綾里春美（従妹）
- 綾里舞子（母）
- 綾里キミ子（伯母）
- ボクト・ツアーニ（友人）